# Nikolčice
Nikolčice (en allemand : Nikoltschitz, précédemment : Nikolschitz) est une commune du district de Břeclav, dans la région de Moravie-du-Sud, en République tchèque. Sa population s'élevait à 776 habitants en 2020.

## Géographie
Nikolčice se trouve à 6 km au nord-nord-est de Hustopeče, à 25 km au sud-sud-est de Brno, à 29 km au nord-nord-est de Břeclav et à 207 km au sud-est de Prague.
La commune est limitée par Měnín et Moutnice au nord, par Šitbořice et Diváky à l'est, par Kurdějov et Hustopeče au sud, et par Křepice, Velké Němčice et Nosislav à l'ouest.

## Histoire
La première mention écrite de la localité date de 1046.